# Aleksander Ruzicka

Aleksander Ruzicka

Aleksander Maria Clemens Ruzicka (tschechisch: Ružička; * 13. Dezember 1960 in Alzey, Rheinland-Pfalz) ist ein deutscher Manager und Unternehmer.

## Berufliche Tätigkeit
Ruzicka wuchs in Südfrankreich auf, studierte von 1980 bis 1985 Betriebswirtschaftslehre an der Fachhochschule Rheinland-Pfalz in Mainz und erwarb 1984 den Fachhochschulabschluss Diplom-Betriebswirt.
Sein Berufsleben begann er 1985 bei der Mediaagentur HMS Hiemstra Media Service. 1989 ging HMS durch Übernahme in der französischen Carat Group auf, die sich 1990 den Namen Aegis Media Group gab. Nach mehreren Stationen innerhalb des Konzerns wurde Ruzicka 1995 Geschäftsführer der lokalen Einheit Carat Wiesbaden. 1998 wurde er erneut innerhalb des Unternehmens zum Chief Operating Officer von HMS & Carat Deutschland/Mitteleuropa befördert. Ruzicka und sein Vorgänger Kai Hiemstra haben die europäische Mediabranche seit den 1970er Jahren entscheidend geprägt.
Nach dem überraschenden Ausscheiden des Chief Executive Officer (CEO) von HMS & Carat Deutschland/Mitteleuropa, Hans Germeraad, im August 1999 wurde dessen Stellvertreter Ruzicka zunächst Interimsnachfolger. Zwei Wochen später rückte er zum CEO von HMS & Carat Deutschland auf. Später kamen innerhalb des Aegis-Konzerns die Zuständigkeiten für Mittel- und Osteuropa sowie für das Baltikum, Griechenland und Südafrika hinzu; außerdem wurde Ruzicka Chairman des weltweiten Carat-Boards „Product Leadership Team“. Ab 2004 war Ruzicka zusätzlich stellvertretender CEO für die Region „EMEA“ (Europa, Naher Osten und Afrika). Bei der Commerzbank fungierte er zu dieser Zeit als Mitglied des „Landesbeirates Hessen“.
Nachdem das Unternehmen bis 1998 stagnierte und eine Vielzahl von Kunden aufgeben musste, gelang es Ruzicka, diese Entwicklung umzukehren und wieder die Marktführerschaft zu erlangen. In der Zeit von 1999 bis 2006 steigerte Ruzicka durch Akquisitionen, sowie durch organisches Wachstum das Ergebnis um fast 600 %. Ruzicka entwickelte eine Vielzahl von Strategien; dies brachte ihm sowohl Anerkennung als auch Missgunst ein. Er galt als „Enfant Terrible“ der Branche und als einer der 99 mächtigsten Menschen in Deutschland. Nachdem ein Management-Buy-out nicht abgeschlossen worden war, wurde Ruzicka abgelöst.
Nach Verbüßung einer Freiheitsstrafe wegen Wirtschaftskriminalität initiierte Ruzicka im Oktober 2015 ein Mediaberatungs-Unternehmen unter dem Namen Inzide GmbH. Ruzicka ist allerdings weder Eigentümer noch Geschäftsführer des Unternehmens, sondern als Prokurist eingetragen. Ruzicka trat 2017 und 2019 bei so sogenannten „Fuckup-Nights“ auf, in denen Manager und Unternehmer vor Publikum von ihrem Scheitern berichteten. Bei diesen Veranstaltungen beteuerte Ruzicka weiterhin seine Unschuld und behauptete, dass die Agentur Aegis durch seine kostspieligen Kundenveranstaltungen – unter anderem Jagdausflüge in Ungarn und Südafrika – profitiert habe.
Ruzicka ist mit Partnern für das Unternehmen Inzide tätig und berät Unternehmen im Kommunikationsbereich wie auch in einer Reihe anderer Unternehmensbelange.

## Gerichtsverfahren
Im Jahr 2005 wurde durch einen Anwalt der Aegia Media Gruppe sowie durch den damaligen CFO der Aegis Media Central Services GmbH eine als anonym deklarierte Strafanzeige erstattet. Im Oktober 2006 wurde Ruzicka verhaftet und kam anschließend in Untersuchungshaft. Das spätere Strafverfahren erregte mediale Aufmerksamkeit. Nach einem 16 Monate dauernden Strafprozess wurde Ruzicka im Mai 2009 wegen Untreue in 68 Fällen zu einer Freiheitsstrafe von elf Jahren und drei Monaten verurteilt. Das Gericht sah es als erwiesen an, dass mehr als 37 Millionen Euro veruntreut wurden. Die Staatsanwaltschaft sowie das Urteil gingen davon aus, dass Freispots und Rabatte der Agentur zuzuordnen sind, mittlerweile sind rechtskräftige Urteile ergangen, dass diese Rabatte den Kunden zustehen.
Alexander Ruzicka verklagte Aegis zunächst auf die Zahlung einer Abfindung in Höhe von 89 Millionen Euro und berief sich auf Dokumente, deren Echtheit aber vom Gericht in Frage gestellt wurde. In folgenden Prozess wurde Ruzicka im Februar 2015 von dem Vorwurf des versuchten Prozessbetrugs freigesprochen, zog aber seine Abfindungs-Forderung zurück. Die daraufhin von der Staatsanwaltschaft eingelegte Revision wurde auf Weisung des Generalstaatsanwaltes mangels Aussicht auf Erfolg zurückgezogen.
Ruzicka wurde von Carat auf Schadensersatz verklagt, diese Klage wurde jedoch abgewiesen. Der ehemalige Europaminister Volker Hoff sowie dessen Partner Reinhard Zoffel konnten ebenfalls eine Schadensersatzklage von Carat abwenden.
Auch während der Haftzeit veröffentlichten verschiedene Medien Interviews mit ihm. Nach Verbüßung von achteinhalb Jahren Freiheitsstrafe wurde Ruzicka im April 2015 vorzeitig aus der Haft entlassen.

## Engagement
Während seiner Tätigkeit bei Aegis gründete er zusammen mit Claudia Jackson die Carat Kinder und Jugendhilfe e.V. Ruzicka engagiert sich zudem um die Schaffung weiterer Transparenz im Media- und Kommunikationsmarkt. In Südafrika engagiert sich die Ruzicka-Foundation für den Schutz der Nashörner.

## Privatleben
Aleksander Ruzicka lebt seit 1988 in einer Beziehung mit Thomas Ruzicka geb. Sauer; seit 2004 sind die beiden verheiratet und leben in Deutschland und Südafrika.